# Callyspongia affinis
Callyspongia affinis är en svampdjursart som först beskrevs av Jörn Hentschel 1912.  Callyspongia affinis ingår i släktet Callyspongia och familjen Callyspongiidae. Inga underarter finns listade i Catalogue of Life.